# Charitopes minor
Charitopes minor là một loài tò vò trong họ Ichneumonidae.